# Bisanthe modesta
Bisanthe modesta är en bönsyrseart som beskrevs av Giglio-tos 1917. Bisanthe modesta ingår i släktet Bisanthe och familjen Mantidae. Inga underarter finns listade i Catalogue of Life.